# سیارک ۱۱۱۴۸
سیارک ۱۱۱۴۸ (به انگلیسی: 11148 Einhardress، نامگذاری:1997XO8) یازده هزار و صد و چهل و هشتمین سیارک کشف شده‌است که در ۷ دسامبر ۱۹۹۷ کشف شد.
قدر مطلق سیارک برابر ۱۵٫۵ است.